# 伊塞克阿塔 (伊塞克阿塔区)
伊塞克阿塔是吉尔吉斯斯坦楚河州伊塞克阿塔区下辖的一个村。根据2009年吉尔吉斯共和国人口普查，该村人口为430人。